# The Beatles 1967–1970
Albums de The Beatles
The Beatles 1962–1966
(1973) Rock 'n' Roll Music
(1976)
Albums des meilleurs succès des Beatles
The Beatles 1962–1966
(1973) 20 Greatest Hits
(1982)
The Beatles 1967-1970 — aussi connu sous le titre Album bleu (Blue Album) ou quelquefois Double bleu — est une compilation, sortie en 1973, rassemblant 28 des plus grands succès du groupe rock britannique The Beatles publiés entre 1967 et 1970. Une réédition remixée et élargie est mise en marché en 2023. L'album est un grand succès commercial.

## Historique
Cet album double est le deuxième volume de la compilation des meilleurs succès publié par Apple Records regroupant cette fois des chansons publiées à partir de 1967 jusqu'à la séparation officielle du groupe en 1970. Les trois premiers disques de ces compilations ne comportent que des chansons composées par le duo Lennon/McCartney tandis qu'on retrouve, sur le dernier disque, quatre chansons de George Harrison et la chanson Octopus's Garden signée Richard Starkey, nom véritable de Ringo Starr. À l'instar du disque double intitulé The Beatles et sa pochette toute blanche qui est rapidement surnommé l'« Album blanc », ces deux compilations sont familièrement surnommés les albums « Rouge » et « Bleu ».

## Publication

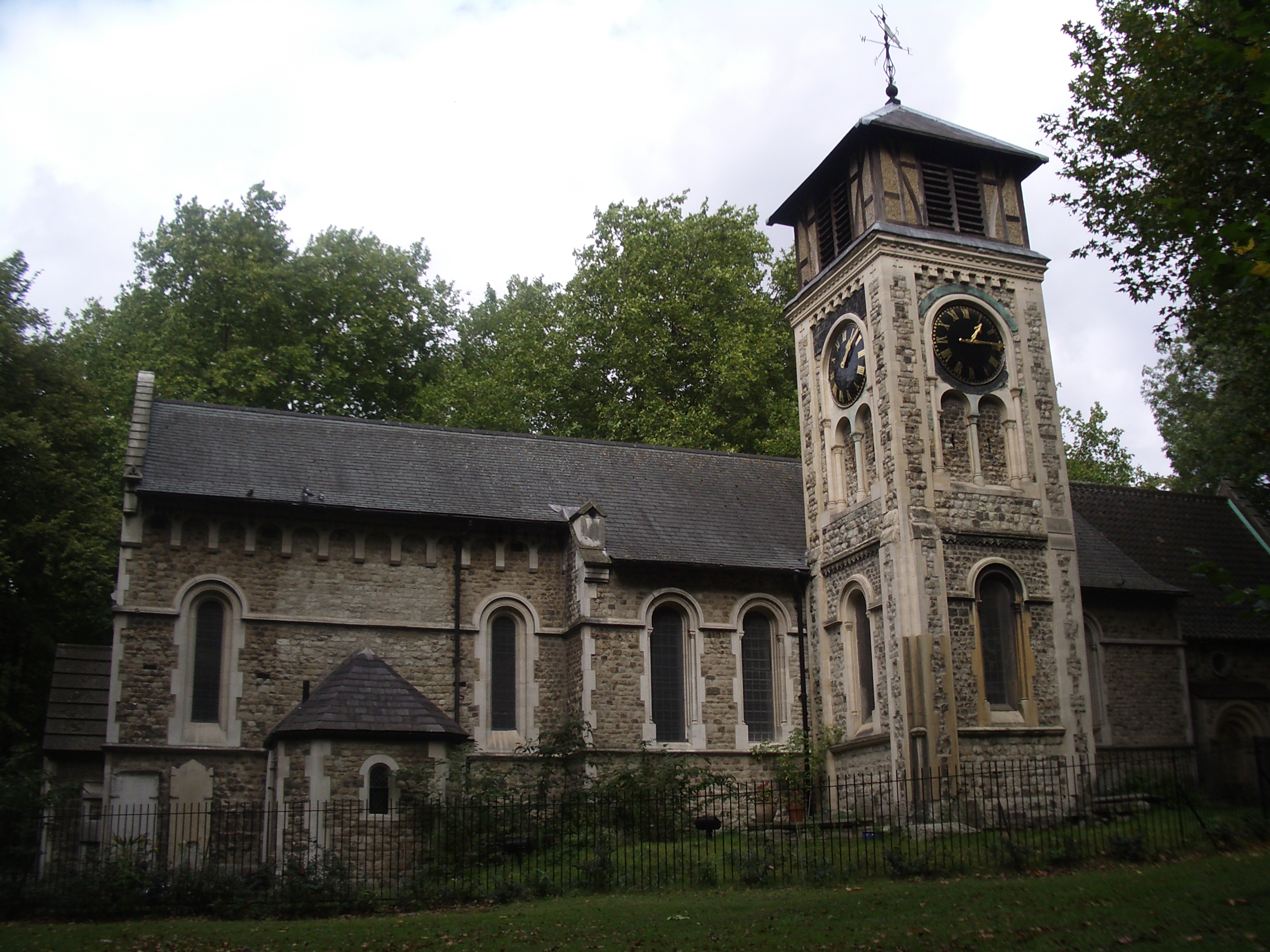
Le groupe pose derrière les barreaux de la clôture de la « Old St Pancras Church » parmi les curieux qui assistaient à la séance photo.

Pour la pochette de cet album, on a reproduit la photo prise en contre-plongée dans la cage d'escalier des bureaux d'EMI à Londres, utilisée en 1963 pour Please Please Me, leur premier album, et pour un maxi en plus de figurer sur le premier volume de cette collection. Lorsque le groupe et le photographe Angus McBean (en) se présentent sur place début mai 1969, ils se heurtent à un porche qui a été construit depuis et qui empêche d'avoir le même angle de vue. Quelques clichés sont tout de même pris sur lesquels George Harrison porte un veston mauve et John Lennon un veston bleu. EMI prend la décision de démonter temporairement la structure et une semaine plus tard, le 13 mai, la séance reprend. Cette fois, Harrison et Lennon portent tous deux un habit pâle de style pinstripe. Cette photo avait été considérée pour illustrer le disque Get Back produit en 1969 par Glyn Johns, mais rejeté par le groupe. Aujourd'hui cette tentative d'album avec le pastiche de la pochette de Please Please Me est incluse dans la réédition deluxe de l'album Let It Be de 2021. 
Pour la pochette ouvrante, on réutilise la même photo intérieure de l'album jumeau, prise le 28 juillet 1968 par le photojournaliste américain Don McCullin lors de la séance surnommée « A Mad Day Out », parmi les badauds dans les jardins de l'ancienne église Saint Pancras située à Somers Town (en) dans le Central London. Au dos de la pochette se trouve la photo frontispice du premier volume de cette collection. Les enveloppes protectrices des disques sont bleues, et les paroles de toutes les chansons y sont imprimées.
La version originelle nord-américaine de ce disque possède les versions en faux son stéréophonique des chansons Penny Lane et Hello Goodbye en plus de la version avec quatre mesures au lieu de six en intro de I Am The Walrus. En Espagne, One After 909 remplace The Ballad of John and Yoko, cette chanson étant censurée car situant Gibraltar « près » de ce pays, alors que l'Espagne revendique ce territoire. Ces particularités disparaîtront avec la réédition sur CD.
À sa sortie, le 2 avril 1973 en Amérique du Nord et le 19 en Angleterre, ce disque atteint le sommet du palmarès Billboard et la seconde place des UK Albums Chart. La collection est publiée pour la première fois sur CD le 20 septembre 1993 tandis qu'une version remastérisée est publiée le 18 octobre 2010 partout dans le monde sauf en Amérique du Nord où il sort le lendemain. Une réédition en vinyle 180 grammes a été commercialisée le 24 novembre 2014.

## Liste des chansons
Telle que présentée lors de la publication originale en 33 tours mais la numérotation fait référence à la réédition en CD. Les pièces tirées des faces A ou B de 45 tours sont représentées par les symboles ƒA ou ƒB et 2ƒA représente un single à double faces A.

### Disque 1
Toutes les chansons sont écrites et composées par John Lennon et Paul McCartney.
| 1. | Strawberry Fields Forever             | 45 tours - 2ƒA - 1967                        | 4:10 |
| 2. | Penny Lane                            | 45 tours - 2ƒA - 1967                        | 3:02 |
| 3. | Sgt. Pepper's Lonely Hearts Club Band | Sgt. Pepper's Lonely Hearts Club Band - 1967 | 2:02 |
| 4. | With a Little Help from My Friends    | Sgt. Pepper's Lonely Hearts Club Band - 1967 | 2:44 |
| 5. | Lucy in the Sky with Diamonds         | Sgt. Pepper's Lonely Hearts Club Band - 1967 | 3:28 |
| 6. | A Day in the Life                     | Sgt. Pepper's Lonely Hearts Club Band - 1967 | 5:06 |
| 7. | All You Need Is Love                  | 45 tours - ƒA - 1967                         | 3:48 |

| 8.  | I Am the Walrus      | 45 tours - ƒB - 1967        | 4:37 |
| 9.  | Hello, Goodbye       | 45 tours - ƒA - 1967        | 3:27 |
| 10. | The Fool on the Hill | Magical Mystery Tour - 1967 | 3:00 |
| 11. | Magical Mystery Tour | Magical Mystery Tour - 1967 | 2:51 |
| 12. | Lady Madonna         | 45 tours - ƒA - 1968        | 2:15 |
| 13. | Hey Jude             | 45 tours - ƒA - 1968        | 7:05 |
| 14. | Revolution           | 45 tours - ƒB - 1968        | 3:28 |

### Disque 2
Toutes les chansons sont écrites et composées par John Lennon et Paul McCartney, sauf mention contraire.
| 1. | Back in the U.S.S.R.         |          | The Beatles - 1968   | 2:43 |
| 2. | While My Guitar Gently Weeps | Harrison | The Beatles - 1968   | 4:45 |
| 3. | Ob-La-Di, Ob-La-Da           |          | The Beatles - 1968   | 3:07 |
| 4. | Get Back                     |          | 45 tours - ƒA - 1969 | 3:10 |
| 5. | Don't Let Me Down            |          | 45 tours - ƒB - 1969 | 3:30 |
| 6. | The Ballad of John and Yoko  |          | 45 tours - ƒA - 1969 | 3:00 |
| 7. | Old Brown Shoe               | Harrison | 45 tours - ƒB - 1969 | 3:16 |

| 8.  | Here Comes the Sun        | Harrison | Abbey Road - 1969    | 3:05 |
| 9.  | Come Together             |          | Abbey Road - 1969    | 4:16 |
| 10. | Something                 | Harrison | Abbey Road - 1969    | 3:02 |
| 11. | Octopus's Garden          | Starkey  | Abbey Road - 1969    | 2:51 |
| 12. | Let It Be                 |          | 45 tours - ƒA - 1970 | 3:50 |
| 13. | Across the Universe       |          | Let It Be - 1970     | 3:48 |
| 14. | The Long and Winding Road |          | Let It Be - 1970     | 3:37 |

#### Albums promotionnels
EMI publie un album d'interview par Mark Lewisohn avec George Martin pour faire la promotion de la réédition CD de 1993 des collections rouge et bleue. Ce CD inclus la transcription sur 18 pages des 13 pistes. On publie aussi un second disque promotionnel possédant ces six chansons ; Help!, Ticket to Ride, Norwegian Wood, In My Life, Hello Goodbye et The Fool on the Hill.

## Remixage de 2023
Albums de The Beatles
The Beatles 1962–1966 (2023 Edition)
(2023) 1964 US Albums in Mono
(2024)
Albums des meilleurs succès des Beatles
The Beatles 1962–1966 (2023 Edition)
(2023)
Une réédition augmentée, utilisant les remixages de Giles Martin et son assistant Sam Okell publiés dans les dernières années, sort le 10 novembre 2023 en CD et en vinyle. Now and Then, la nouvelle et dernière chanson du groupe, est incluse dans le disque de pistes supplémentaires. Curieusement, Free as a Bird et Real Love, bien qu'elles aient atteint les charts dans les années 1990, n'ont pas été remixées ni incluses. Les chansons A Day in the Life et Dear Prudence sont entendues ici sans le fondu en ouverture de leurs versions en album. Un texte de John Harris (en) accompagne cette réedition qui atteindra la deuxième position du palmarès anglais et la quinzième du Billboard 200.
Sur cette réédition en format 33 tours en vinyle 180 grammes, on retrouve les mêmes chansons que sur la version d'origine, toutes remixées, plus un troisième disque contenant neuf chansons supplémentaires. Les remixages sont tirées de la compiltation 1 (2015) à l'album Let It Be (2021) avec certaines autres remixées en 2023 pour l'occasion, telles Old Brown Shoe ou Hey Bulldog.

### Disque 3
Toutes les chansons sont écrites et composées par John Lennon et Paul McCartney sauf indications contraires.
| 1. | Now and Then           | Lennon   | 45 tours - 2ƒA - 2023                        | 4:08 |
| 2. | Blackbird              |          | The Beatles - 1968                           | 2:21 |
| 3. | Dear Prudence          |          | The Beatles - 1968                           | 3:59 |
| 4. | Glass Onion            |          | The Beatles - 1968                           | 2:19 |
| 5. | Within You Without You | Harrison | Sgt. Pepper's Lonely Hearts Club Band - 1967 | 5:11 |

| 1. | Hey Bulldog                 |          | Yellow Submarine - 1969 | 3:11 |
| 2. | Oh! Darling                 |          | Abbey Road - 1969       | 3:28 |
| 3. | I Me Mine                   | Harrison | Let It Be - 1970        | 2:28 |
| 4. | I Want You (She's So Heavy) |          | Abbey Road - 1969       | 7:47 |

### Version sur CD
The Beatles 1967-1970 (2023 Edition)

Sur la version sur 2 CD, en téléchargement (stéréo) ou en streaming (stéréo, ou Dolby Atmos, dénoté DA), l'ordre chronologique des publications est conservé. L'astérisque indique les pistes ajoutées et l'année du remixage est notée entre parenthèses.
| CD1 1. Strawberry Fields Forever - (2015/DA 2023) 2. Penny Lane - (2017) 3. Sgt. Pepper’s Lonely Hearts Club Band - (2017) 4. With a Little Help from My Friends - (2017) 5. Lucy in the Sky with Diamonds - (2017) 6. *Within You Without You - (2017) 7. A Day in the Life - (2017) 8. All You Need Is Love - (2015/DA 2023) 9. I Am the Walrus - (2023) 10. Hello, Goodbye - (2015/DA 2023) 11. The Fool on the Hill - (2023) 12. Magical Mystery Tour - (2023) 13. Lady Madonna - (2015/DA 2023) 14. Hey Jude - (2015/DA 2023) 15. Revolution - (2023) | CD2 1. Back in the U.S.S.R. - (2018) 2. *Dear Prudence - (2018) 3. While My Guitar Gently Weeps - (2018) 4. Ob-La-Di, Ob-La-Da - (2018) 5. *Glass Onion - (2018) 6. *Blackbird - (2018) 7. *Hey Bulldog - (2023) 8. Get Back - (2015/DA 2023) 9. Don’t Let Me Down - (2021) 10. The Ballad of John and Yoko - (2015/DA 2023) 11. Old Brown Shoe - (2023) 12. Here Comes the Sun - (2019) 13. Come Together - (2019) 14. Something - (2019) 15. Octopus’s Garden - (2019) 16. *Oh! Darling - (2019) 17. *I Want You (She’s So Heavy) - (2019) 18. Let It Be - (2021) 19. Across The Universe - (2021) 20. *I Me Mine - (2021) 21. The Long and Winding Road - (2021) 22. *Now and Then - (2023) |

### Version en formatYoto
The Beatles 1967-1970 (Yoto Edition)

Une sortie en format Yoto sur carte MS, destinée aux enfants, est disponible des deux albums de la collection comprenant chacune une sélection de douze chansons.
| 1. Penny Lane 2. Sgt. Pepper's Lonely Hearts Club Band 3. With a Little Help from My Friends | 1. All You Need Is Love 2. Hello, Goodbye 3. Magical Mystery Tour | 1. Hey Jude 2. Ob-La-Di, Ob-La-Da 3. Blackbird | 1. Here Comes the Sun 2. Octopus's Garden 3. Let It Be |